# ليريدون ليسي
ليريدون ليسي (بالألبانية: Liridon Leçi‏) (11 فبراير 1985 ببريشتينا في كوسوفو - ) هو لاعب كرة قدم ألباني في مركز الدفاع. شارك مع منتخب ألبانيا لكرة القدم. أما مع النوادي، فقد لعب مع نادي فلازنيا شكودر ونادي فلامورتاري فلوره ونادي كالمار ونادي بريشتينا وKS Kastrioti ‏ وKF Besa Kavajë ‏ وKF Elbasani ‏ ونادي لاندسكرونا ‏.

## روابط خارجية
- ليريدون ليسي على موقع اتحاد السويد (السويدية)
- ليريدون ليسي على موقع قاعدة بيانات كرة القدم.إي يو (الإنجليزية)
- ليريدون ليسي على موقع ناشيونال فوتبول تيمز (الإنجليزية)
- ليريدون ليسي على موقع Soccerway.com (الإنجليزية)
- ليريدون ليسي على موقع عالم كرة القدم.نت (الإنجليزية)